# Oprzęd

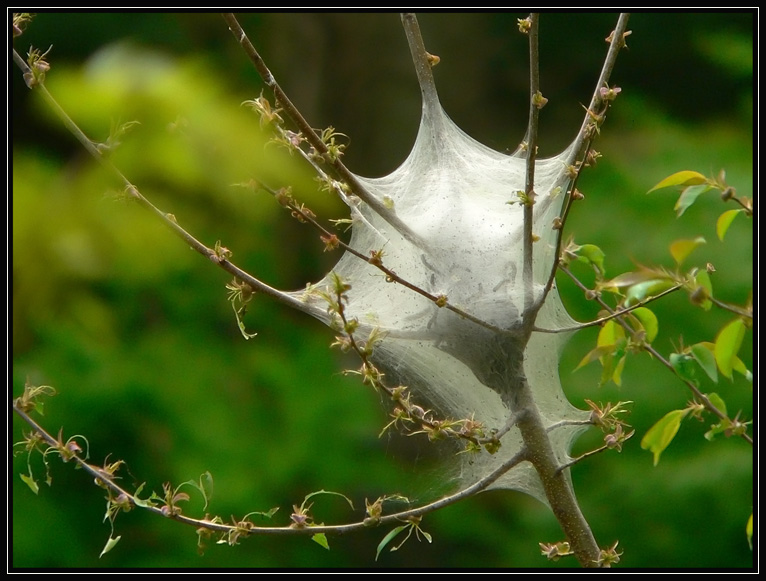
Gniazdo Malacosoma americanum

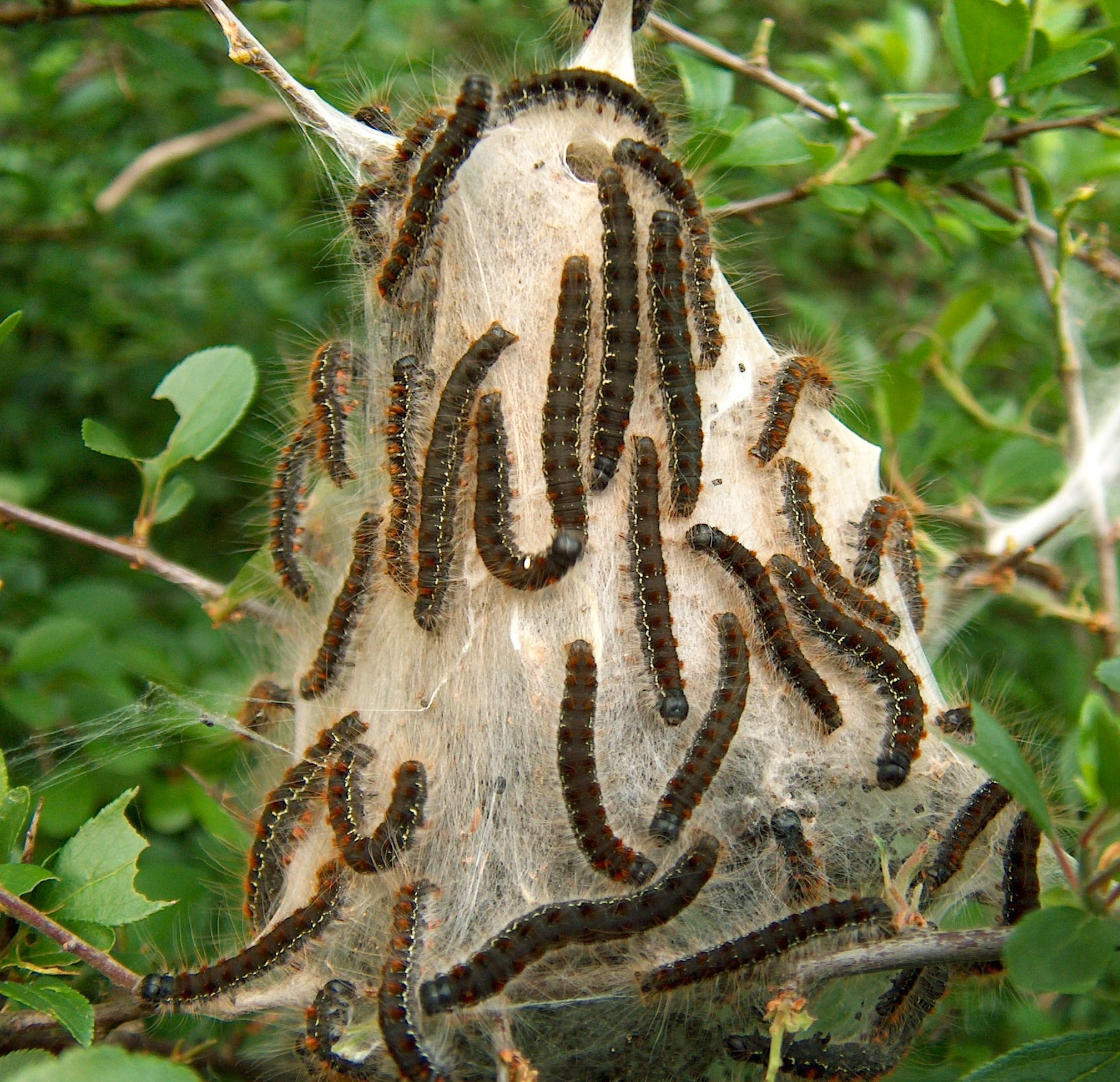
Gniazdo barczatki puchowicy (Eriogaster lanestris)

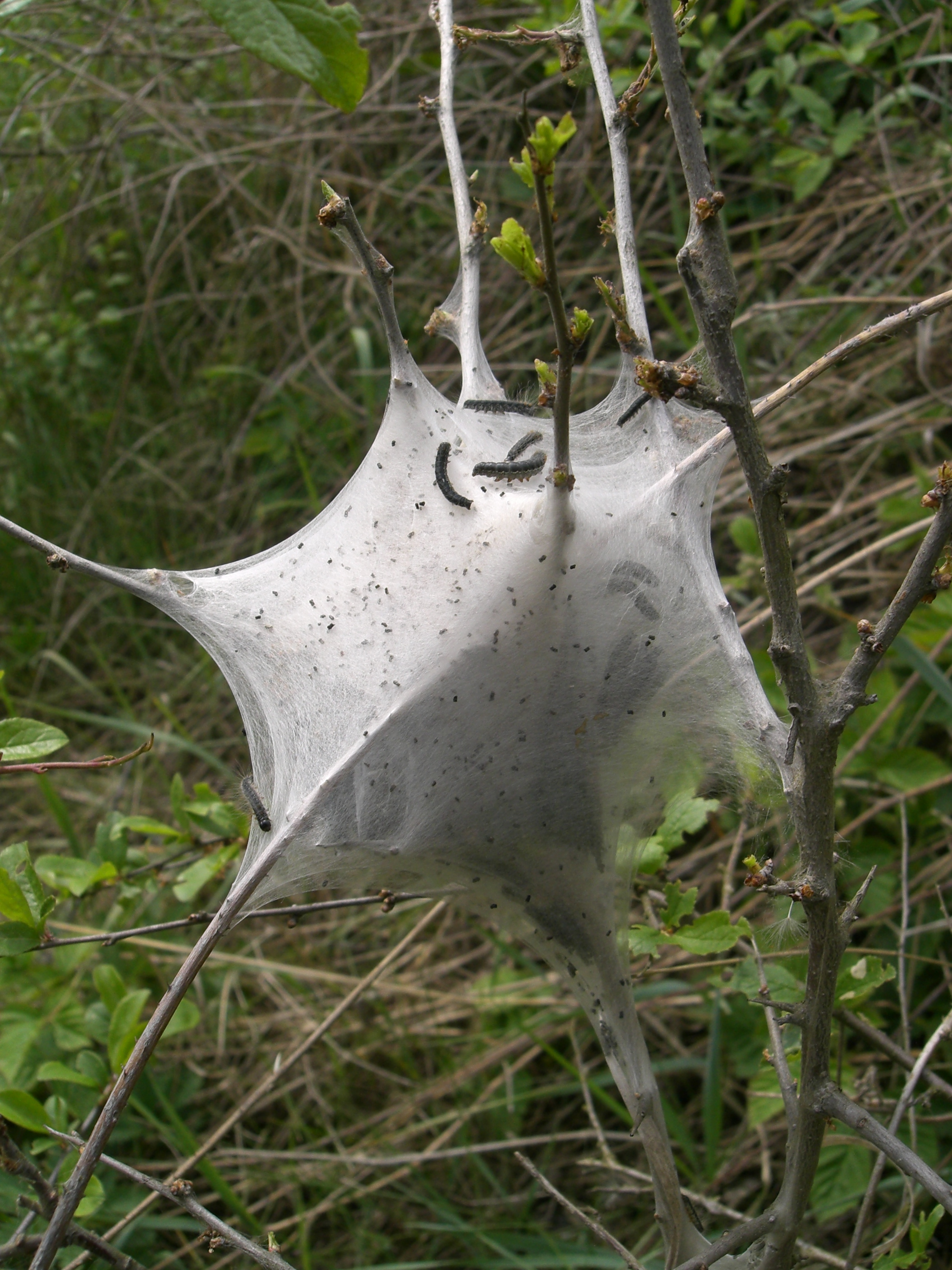
Gniazdo barczatki puchowicy (Eriogaster lanestris)

Oprzęd – luźna, włóknista struktura wykorzystywana w celu ochrony przed niekorzystnymi warunkami środowiska lub jako sieci łowne, utworzona z cienkich, jedwabistych nici przędnych powstających z wydzieliny gruczołów przędnych wielu stawonogów lub gruczołu bisiorowego małży.
Oprzęd stanowi osłonę larw, poczwarek, kokonów, rzadziej imagines (nogoprządki). U motyli oprzęd wytwarzany jest przez gąsienice i stanowi ich schronienie na czas przepoczwarczenia. U wielu gatunków nici oprzędu stanowią spoiwo do budowy schronienia, np. gąsienice żerujące na korze drzew chronią się w oprzędzie z drobin pogryzionej kory i miazgi drzewnej, a mole ubraniowe wykorzystują do tego celu resztki pokarmowe. Takie schronienia również są nazywane oprzędem. Larwy koszówkowatych oraz chruścikowatych budują konstrukcje wykonane z różnych materiałów połączonych nićmi oprzędu, nazywane domkami. Koszówkowate wykorzystują ścinki suchych traw, a chruściki liście, szczątki roślin wodnych, muszle i piasek. Domki zwykle są powiększane wraz ze wzrostem ich lokatora i tylko czasami budowane na wyrost – wtedy pełnią również rolę pułapki pokarmowej. Chruściki budują również z oprzędu podwodne sieci łowne rozpinane pomiędzy roślinami lub podwodnymi przedmiotami. Takie sieci mają kształt lejków lub woreczków i służą chwytaniu pokarmu płynącego z nurtem wody.
Niektóre larwy, zwłaszcza te które wylęgają się z jaj wczesną wiosną np. barczatki pierścieniówki pokrywają gęstym oprzędem cały fragment (zwykle szczyt) pędu, na którym żerują. Taki oprzęd wiosenny chroni je przed zimnem nocnym oraz zimnem spowodowanym typowymi dla wiosny zmianami pogody. Umożliwia też ukrycie się na jeszcze dość ubogiej w liście gałęzi.
Świeże oprzędy są zazwyczaj białe lub żółte, z upływem czasu szarzeją i ciemnieją (w siatkę oprzędu dostaje się kurz). Dorosły owad musi przegryźć – przerwać warstwy oprzędu i wydostać się na zewnątrz.
Zewnętrzna warstwa oprzędu larw niektórych motyli i rośliniarek złożona z nieregularnie rozłożonych włókien nazywana jest oplątem.
Gąsienice z rodziny namiotnikowców (Yponomeutidae) i niektóre trociniarkowate budują wspólne oprzędy ochronne w kształcie namiotów (stąd nazwa rodziny namiotnikowców).
Czatując na zdobycz pająk zwykle przebywa w oprzędzie. Pająk topik, mimo iż większość życia spędza pod wodą, musi oddychać powietrzem. Aby mieć go pod dostatkiem, buduje pod wodą dzwonowate oprzędy, wypełnia je powietrzem i wewnątrz tak powstałej bańki, spędza znaczną część swego życia, tam czeka na zdobycz, je i nocuje.
Oprzęd niektórych małżów budowany jest z nici nazywanych bisiorem.
Oprzęd jest często utożsamiany z kokonem, np. wykorzystywany do produkcji jedwabiu oprzęd jedwabnikowatych jest powszechnie nazywany kokonem.